# Sonny Boys
Sonny Boys ist ein US-amerikanischer Fernsehfilm des Regisseurs John Erman aus dem Jahr 1996. Das Drehbuch verfasste Neil Simon auf der Grundlage seines Bühnenstücks. Der Film ist eine Neuverfilmung von Die Sunny Boys aus dem Jahr 1975.

## Handlung
Jahrzehntelang waren Lewis & Clark ein in den Hotels und Clubs gefragtes und erfolgreiches, wenn auch exzentrisches und zerstrittenes Komikerpaar. Nach der Trennung verbringt Al Lewis seine Zeit in New Jersey vor dem Fernseher und nimmt Game-Boy-Unterricht, während Willie Clark in New York mit nachlassendem Erfolg in kleinen Werbespots auftritt.
Seine Nichte und Agentin Nancy erhält die Möglichkeit, beide gemeinsam in einer Fernsehproduktion unterzubringen. Nur: Die beiden in die Jahre gekommenen Diven müssten ihren Streit beilegen und zusammenarbeiten. Dabei gestaltet sich schon das gemeinsame Durcharbeiten des Drehbuchs wegen Willies Hang zu eigenmächtigen Änderungen desselben und seiner Aversion gegen Hiebe mit dem Finger und das angebliche Spucken von Al als schwierig. Ebenso die Proben im Fernsehstudio.
Nach einem erneuten Streit bricht Willie mit einem Kollaps zusammen, darf nicht mehr arbeiten  und will mit Nancy nach Los Angeles ziehen. Ironie der Geschichte: Auch Al zieht es dorthin.

## Kritik
„Vergnügliches Fernseh-Remake eines Films von Herbert Ross, in dem Woody Allen als vermeintlich ungeliebter Komiker und Peter Falk als störrischer Eigenbrötler brillieren können.“